# Jean-Paul Rabier
Jean-Paul Rabier (* 25. Januar 1955 in Vendôme) ist ein französischer Fußballtrainer und ehemaliger Fußballspieler.
Als Spieler war er unter anderem bei RC Lens aktiv und in französischen Jugendauswahlmannschaften, als Trainer betreute er EA Guingamp und 2004 die Nationalmannschaft Burkina Fasos. 2008 war er Trainer des japanischen Drittligisten FC Ryūkyū.